# Ante Pavelić
Ante Pavelić (Bradina, municipio de Konjic, Bosnia y Herzegovina; 14 de julio de 1889-Madrid, España; 28 de diciembre de 1959) fue un político y dictador croata, líder y miembro fundador del grupo Movimiento Revolucionario de Levantamiento Croata, Ustacha (en español, rebeldes o alzados) en la década de 1930 y más adelante «Caudillo» (en croata, poglavnik) del Estado Independiente de Croacia (estado títere y colaboracionista con el Eje).

## Comienzos
Pavelić nació en Bradina, en el norte de Herzegovina, el 14 de julio de 1889, entonces territorio bajo ocupación del Imperio austrohúngaro. Sus padres procedían de la cercana región de Lika y su padre había emigrado a Bosnia tras el traspaso de la provincia a control austrohúngaro en 1878. Era capataz de los ferrocarriles estatales. Pavelić recibió una enseñanza irregular en diferentes escuelas, debido a los constantes traslados de su padre.
Comenzó trabajando en los ferrocarriles bosnios. Más tarde, al llegar a la edad adulta, Pavelić decidió trasladarse a Zagreb para estudiar Derecho, graduándose de su Universidad de Zagreb en 1918. Habiéndose unido a un grupo nacionalista croata, en 1912 fue detenido por las autoridades austrohúngaras. Tras su graduación comenzó a trabajar de abogado.
En su juventud se hizo miembro del Partido Puro por los Derechos, (partido ultranacionalista y contrario a la paz con los serbios). Los miembros eran conocidos como frankovci, por el fundador del partido y seguidor de Ante Starčević (padre del nacionalismo croata moderno), Josip Frank, que defendía la independencia de una «Gran Croacia». En 1918 fue elegido secretario del partido.
En 1922 fue elegido concejal del Ayuntamiento de Zagreb y en 1927, diputado del Parlamento nacional yugoslavo. Fue uno de los dos únicos representantes de su partido en el parlamento de Yugoslavia pero asistía raramente a sus sesiones y, cuando decidía hacerlo, se apoltronaba en su banca y solo irrumpía ocasionalmente con una larga arenga de protestas contra las medidas que no aprobaba.[cita requerida] Abogó con vehemencia por la independencia de Croacia con respecto a Yugoslavia.
En la década de 1920 Pavelić comenzó a establecer contactos con emigrantes croatas en Viena y Budapest; más adelante alcanzó un acuerdo con el grupo independentista macedonio VMRO.[cita requerida] En 1927 actuaba como consejero para la defensa de los macedonios en los juicios que se le entablaron a éstos en Skopie.[cita requerida]
En 1927 fue reelegido concejal. Declamó allí su primer discurso notable, llamando a todos los diputados croatas a unirse en la consecución de la independencia de Croacia. En el verano de ese año ya comenzó sus contactos con la Italia fascista sobre el "problema" croata, presentando una memoria al Ministerio de Exteriores de Roma, en la que planteaba la independencia y creación de un estado independiente en Croacia, con ayuda italiana. Con motivo de la visita de Pavelić a París como miembro de la delegación de Zagreb al Congreso de Ciudades que allí se celebraba, aprovechó para reunirse con diversos emigrados antiyugoslavos. Comenzó a sopesar el comienzo de una campaña a favor de la independencia croata con el apoyo de naciones hostiles a Yugoslavia.

## Las décadas de 1920 y 1930

### El gobierno del rey Alejandro

#### Huida al extranjero
Ante se destacó en su partido por la crudeza de su discurso antiserbio y proindependentista. Gracias a esto muchos fanáticos se afiliaron al Partido Puro. Poco a poco a finales de la década de los 20, su discurso encontró mayor aceptación en las partes rurales de la banovina del Sava.
Poco después el rey Alejandro I de Yugoslavia declaró una dictadura, y el 19 de enero de 1929, Pavelić, ya destacado opositor y paladín de la independencia croata, huyó a Viena burlando la vigilancia policial y fue condenado posteriormente a muerte por rebeldía en Belgrado tras participar en las manifestaciones antiserbias organizadas en Sofía por los rebeldes búlgaros y macedonios, en abril de 1929, en las que firmó un manifiesto antiyugoslavo. Pavelić y otro de sus asociados fueron condenados por la ley de protección del Estado, al considerárseles culpables de alta traición y sedición. En Austria se le unieron otras figuras del Partido por los Derechos del que Pavelić había sido diputado. Tras su regreso de Bulgaria y por las protestas del Gobierno de Belgrado, las autoridades austriacas le prohibieron el regreso. Tras tratar de obtener en vano un visado húngaro, pasó a Alemania, donde nuevamente fue rechazado y obligado a abandonar el país. Antes de abandonar Múnich, contactó con los italianos, que le concedieron un visado y organizaron su traslado a Verona.

#### Asentamiento en Italia y relaciones internacionales

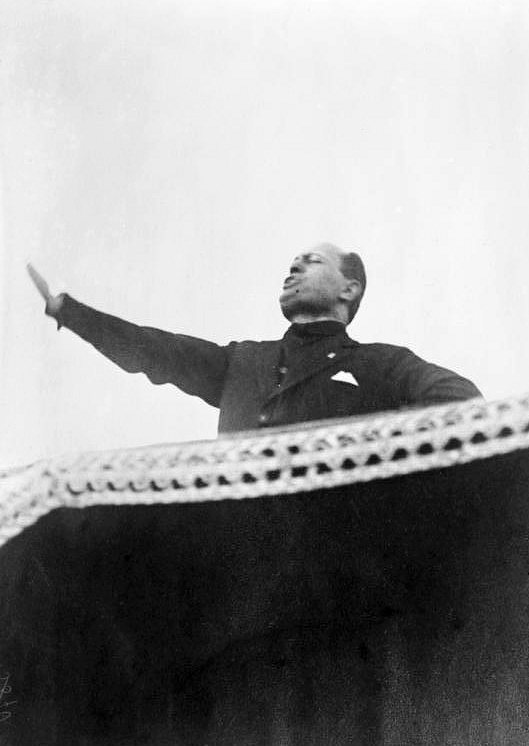
Mussolini, dictador fascista italiano, fue fundamental en la formación y mantenimiento de la nueva organización ustacha de Pavelić, al que acogió y financió pero también controló y utilizó para sus propios intereses durante la década de 1930.

Poco después fundó la organización nacionalista Ustacha (los «alzados» o «insurrectos»), con ayuda italiana. Con subsidios de Italia y una pequeña red de colaboradores de su antiguo partido comenzó a formar su nueva organización; ya había ofrecido a Italia concesiones territoriales en la costa dálmata y Bosnia-Hercegovina a cambio de su apoyo.
Sus relaciones con el Gobierno húngaro, también revisionista, mejoraron con el tiempo. Del rechazo a concederle la residencia en 1929 el Gobierno de Budapest pasó a permitir el asentamiento de una célula ustacha, primero en Pecs y más tarde en la aislada granja de Janka Puszta, cerca de la frontera Yugoslava. Las protestas del Gobierno yugoslavo, informado por su contraespionaje de Viena, al húngaro fueron inútiles. En marzo de 1933 el ministro de Exteriores húngaro organizó la reunión entre Pavelić y el dirigente del «comité de Kosovo» albanés, de la que resultó un compromiso de las dos organizaciones para cooperar contra el Gobierno de Belgrado. Pavelić no logró, sin embargo, el acuerdo entre los nacionalistas albaneses y los macedonios de la OIRM por las diferencias de los dos grupos acerca de la división territorial de Macedonia. En julio de 1933, la Liga Revisionista húngara, contraria a los tratados de paz de Versalles, firmó un acuerdo con Pavelić. En él Pavelić se comprometía a aceptar un plebiscito en la región de Međimurje, húngaro hasta 1918 pero yugoslavo desde entonces, así como a la futura anexión húngara del sur de Baranya, de mayoría croata. Como en el caso italiano en 1927, Pavelić se mostraba dispuesto a ceder territorio de población croata a cambio del apoyo extranjero. El objetivo húngaro era el uso de la organización de Pavelić para desestabilizar Yugoslavia, aunque las relaciones entre Pavelić y las autoridades húngaras se limitó, al menos hasta 1933, a los militares magiares, sin conocimiento del Gobierno.
En Italia Pavelić y sus asociados quedaron controlados estrechamente por funcionarios del ministerio del Interior y por la policía, que controlaban su abastecimiento, financiación y la instrucción de los reclutas de la organización. Los italianos veían a los ustachas como un instrumento auxiliar de su política exterior, sin autonomía alguna respecto de las decisiones de Mussolini.

#### Comienzos de la organización y relaciones con el HSS
Durante su exilio mantuvo conversaciones con el Partido Campesino Croata (HSS) con el que sostenía relaciones cada vez más frías, hasta su ruptura en 1935, debida a la formación de la «Oposición Unida», alianza política entre el HSS y diversos partidos serbios opuestos a la dictadura real.
A finales de 1931, Pavelić ya había logrado reunir a un cierto número de voluntarios. Parte de ellos eran trabajadores croatas emigrados en países europeos, convencidos de la inminencia de la revuelta en Croacia contra la dictadura real. El primer campo de entrenamiento se estableció en Bovegno en el invierno de 1931-1932.
En 1932 comenzó a publicar un periódico del Partido, el Ustaša, vijesnik hrvatskih revolucionara (El Insurrecto: el heraldo de los revolucionarios croatas) y en junio de 1933 publicó los Principios del movimiento Ustaša. Estos, junto con los estatutos de la organización, redactados en 1932, constituían los fundamentos formales de la misma. En ellos defendía una postura de exclusividad nacional: todo territorio poblado en aquel momento o en el pasado por croatas era considerado croata y ninguna otra comunidad tenía derecho a asentarse en el mismo. Rechazaba de plano cualquier posibilidad de formar un Estado común con las demás comunidades eslavas. Desde el comienzo, su movimiento fue profundamente hostil a los serbios y fomentó la violencia. Su objetivo era la consecución de la independencia croata mediante la disolución del Estado yugoslavo mediante el terrorismo y la revolución armada. Durante el ingreso en la organización, los nuevos reclutas debían jurar ante un crucifijo, una granada, un cuchillo y una pistola defender los diecisiete principios del movimiento.
El propio Pavelić participó en la organización del levantamiento de Velebit (1932) y más tarde en el asesinato del monarca yugoslavo.
Los campos de entrenamiento del grupo fueron instalados en Brescia y Borgotaro (en Italia) y Janka Puszta (en Hungría). En 1933 llevaron una intentona armada en la que el Ustaše, armado por los italianos, trató de desembarcar en Croacia cruzando el Mar Adriático en barcazas. Este plan fracasó, pero el grupo concibió la idea de asesinar al rey Alejandro, cosa que pocos meses más tarde concretarían, tras un intento fallido en diciembre de 1933. Alejandro I fue asesinado en Marsella el 9 de octubre de 1934 junto con el ministro de Asuntos Exteriores francés Louis Barthou.
La singular carencia de protección armada al monarca yugoslavo y las débiles precauciones de seguridad cuando era bien sabido el riesgo de un magnicidio parecen ligarse a la capacidad conspirativa de Pavelić, quien habría podido al parecer sobornar a algún alto funcionario cercano al rey para cumplir su plan.[cita requerida] El prefecto de la policía de Marsella fue destituido posteriormente de su cargo.[cita requerida] Eugen Kvaternik, joven ayudante de Pavelić y organizador del atentado y el propio Pavelić fueron condenados a muerte in absentia por las autoridades francesas.
Ante el escándalo internacional, Pavelić y sus hombres fueron arrestados en Turín justo un par de semanas después del asesinato del rey. Se le encerró en Turín desde octubre de 1934 hasta marzo de 1936, cuando se le liberó, mientras sus seguidores quedaban internados en las islas de Lipari.

### La regencia del príncipe Pablo
Tras el asesinato del soberano yugoslavo, la presión internacional hizo que Mussolini hubiese de distanciarse públicamente de la organización de Pavelić; muchos de sus miembros pasaron los siete años previos a la Invasión de Yugoslavia internados en las remotas islas Lípari, al norte de Sicilia. Tras su liberación en 1936, Pavelić pasó a residir en Salerno.
Después del acuerdo bilateral italo-yugoslavo de 1937, se le internó nuevamente, esta vez en Siena, aunque con un generoso subsidio del Gobierno italiano. Sus seguidores volvieron a ser detenidos en Lipari y en Cerdeña.

## Segunda Guerra Mundial

### Creación del Estado croata

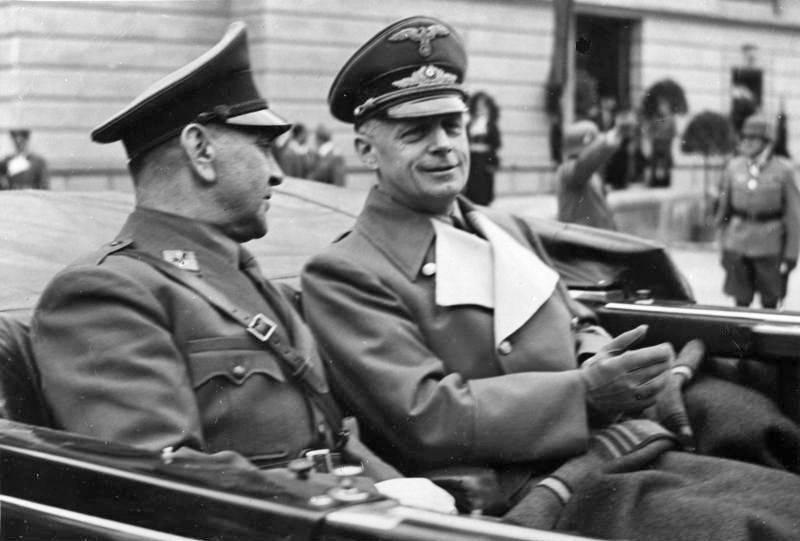
Pavelić (izquierda), junto al ministro de Exteriores alemán Ribbentrop, en Salzburgo,. El beneplácito alemán fue crucial para que Pavelić obtuviese el poder en el nuevo NDH.

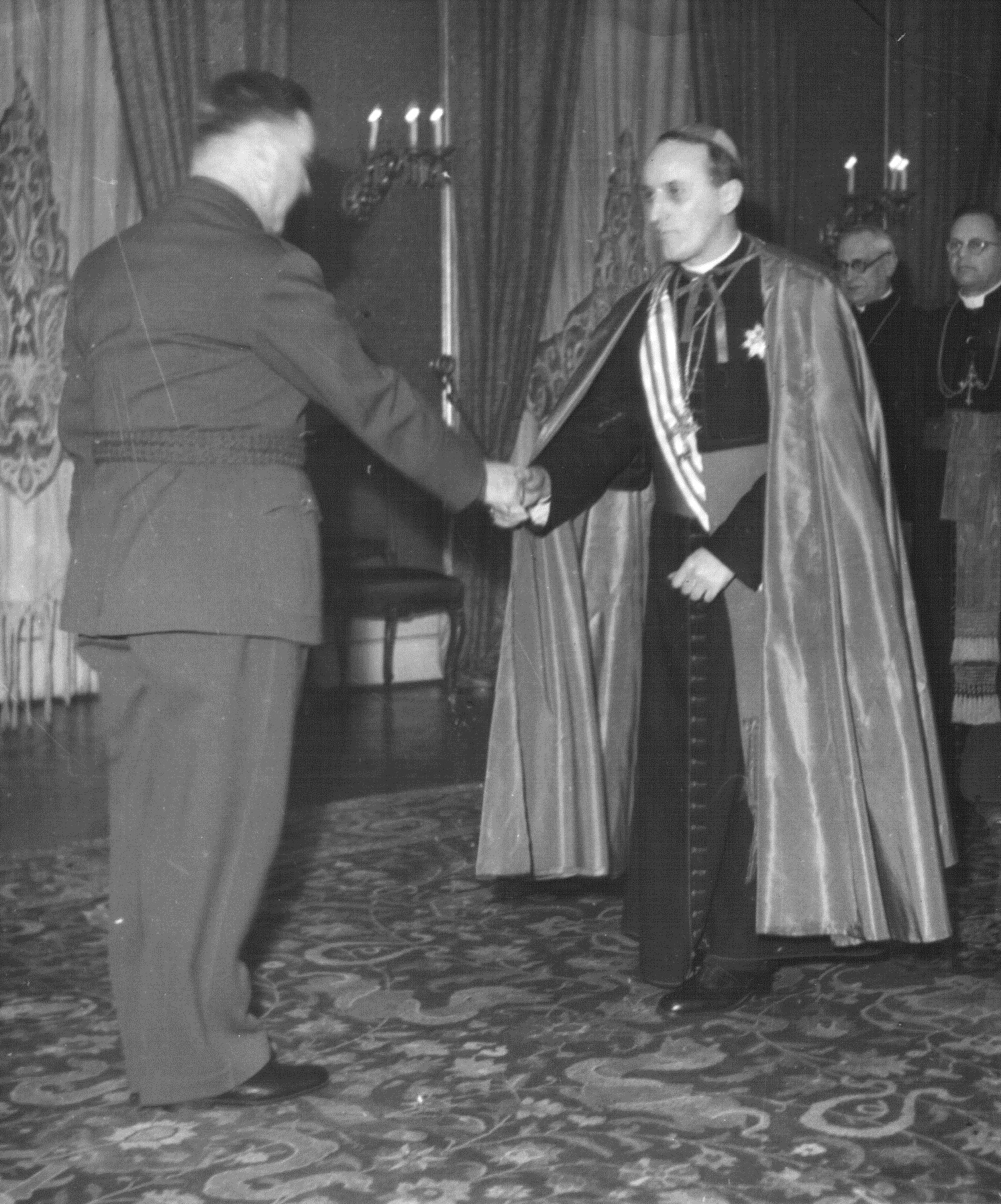
El dictador Ante Pavelić ante el obispo de Zagreb Alojzije Stepinac (1941)

Tras el relevo del primer ministro Milan Stojadinović a comienzos de 1939, Mussolini volvió a sopesar la idea de reactivar a los ustachas, reuniéndose con Pavelić en enero de 1940 y de nuevo en mayo. La oposición alemana a los planes italianos contra Yugoslavia frustraron la reunión de los ustachas hasta abril de 1941. Tras la decisión alemana de atacar Yugoslavia después del golpe de Estado del 27 de marzo de 1941, Pavelić volvió a reunirse con Mussolini y a confirmar su disposición a ceder parte de Dalmacia a Italia a cambio de su apoyo para tomar el poder en una Croacia independiente, cesión que ocultó a sus partidarios, opuestos a estas. El 6 de abril de 1941, fuerzas de la Wehrmacht y otros países aliados invadieron Yugoslavia. Entonces regresó junto con unos trescientos de sus partidarios junto a las tropas italianas que invadían el país; cruzó la frontera desde Trieste junto con sus seguidores venidos de Pistoia el 13 de abril. Otros trescientos ustachas volvieron a Croacia junto con los demás ejércitos invasores. Su única aportación destacada a la campaña del Eje fue la rendición de dos regimientos yugoslavos (unos 8000 hombres) que entregaron las armas sin combatir.
El 10 de abril, se proclamó el nuevo Estado Independiente de Croacia, dirigido por Pavelić y controlado de facto por Alemania e Italia, cuyas instituciones reprodujo. Pavelić había alcanzado el poder por el rechazo del principal político croata, Vladko Maček, dirigente del Partido Campesino Croata, a encabezar un Gobierno títere del Eje, y gracias a la invasión de Yugoslavia por este. Pavelić tomó el puesto de primer ministro y se reservó también el de ministro de Exteriores del nuevo país en el nuevo Gobierno formado el 16 de abril. Había regresado a Zagreb el día anterior, tras entrevistarse con representantes alemanes e italianos. Al día siguiente, el 17, declaró la guerra a Gran Bretaña e hizo más tarde lo mismo con los Estados Unidos y la Unión Soviética. En mayo viajó a Italia para firmar los Tratados de Roma, que establecieron las relaciones formales entre los dos Estados y sellaron la cesión de parte de Dalmacia a Italia.

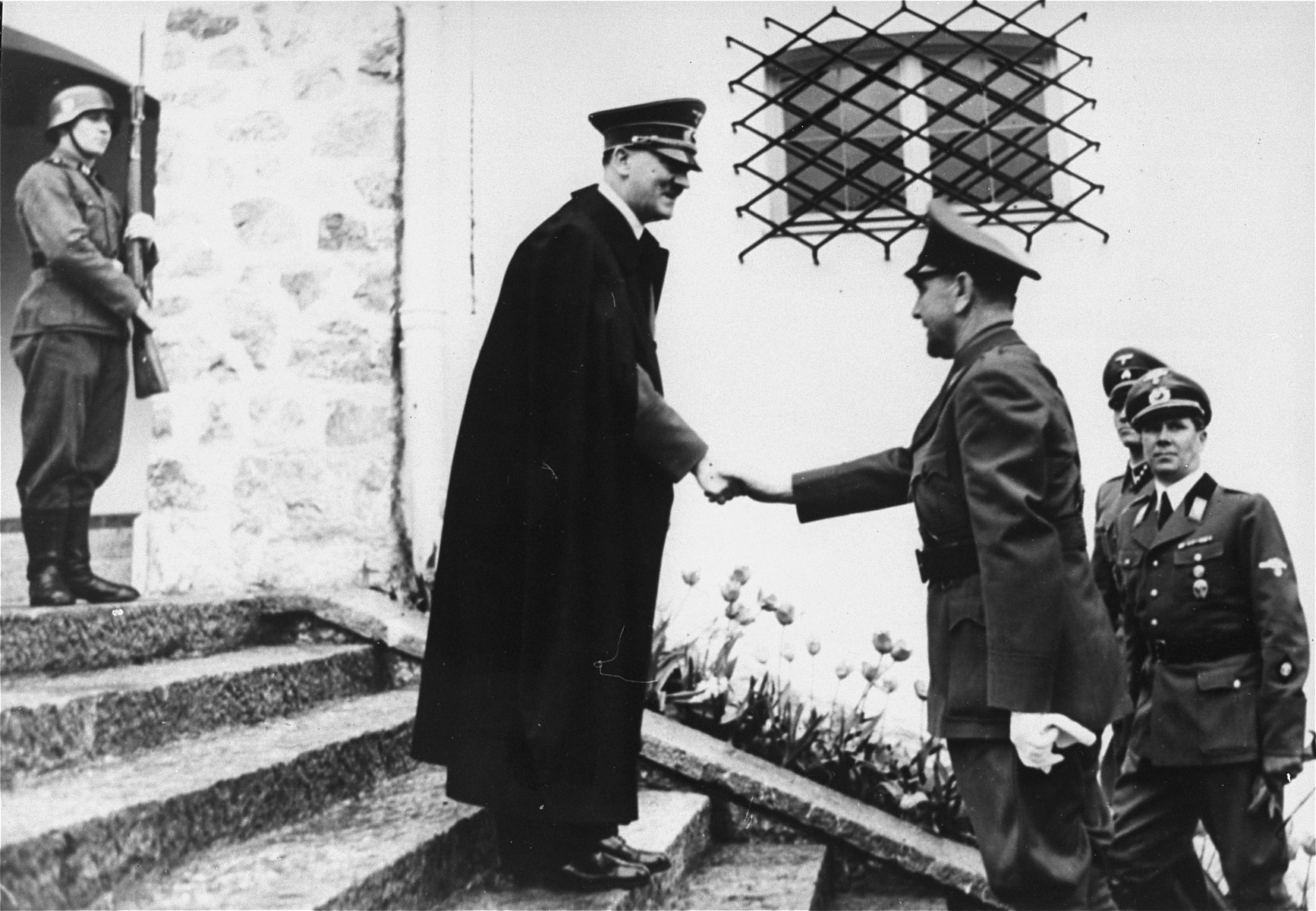
Hitler y Pavelić el. El continuo respaldo de Hitler permitió a Pavelić mantenerse en el poder en Croacia y enfrentarse a la creciente hostilidad del Gobierno de Roma, de los mandos militares italianos y alemanes y de la oposición interna, cada vez mayor.

Pavelić estableció pronto un «nuevo orden», basado en el culto a la nación, al Estado y a su caudillo, él mismo. El nuevo Estado era totalitario. Pavelić controlaba las principales decisiones del país, era reacio a convocar al gabinete y prefería decidir sus acciones mediante reuniones privadas con los interesados. Para los temas de importancia secundaria no dejaba de dar directrices sobre el rumbo a seguir, manteniendo siempre un gran control sobre la política nacional.
Popular al comienzo gracias a haber logrado la creación del nuevo Estado independiente, sus partidarios crecieron de unos 2000 al fundarse la nueva nación a más de 100 000 un mes más tarde. Gran parte de los ustachas provenían de las clases más bajas y de menor educación y abundaban los oriundos de regiones con población mixta, como los Alpes Dináricos.
Pavelić fomentó el culto a su persona, presentándose como el «revitalizador de Croacia» y dando la impresión de que la independencia se debía exclusivamente a su intenso trabajo y sacrificio. Su título, poglavnik, era un neologismo proveniente de poglavnar, el jefe de clan, en croata, figura tradicional en la cultura campesina, que representaba a una figura de autoridad y rigidez, reacia a los compromisos. El nuevo juramento de fidelidad al nuevo Estado, obligatorio para todos los funcionarios del país, incluía a Pavelić como representante de la soberanía nacional. Su figura crecía además por el anonimato forzado de la mayoría de los demás dirigentes croatas, impuesto por el propio Pavelić.
Personalmente, Pavelić contaba con una capacidad de atracción, tanto para sus subordinados como para las masas, que utilizó con gran éxito los primeros meses en el poder. En la propaganda, Pavelić aparecía como un ser dedicado en cuerpo y alma a Croacia, sacrificándolo todo por su país. Como en otros casos, incluso los críticos de las acciones del nuevo régimen exculpaban a Pavelić de toda responsabilidad, creyéndole ignorante de las acciones que sancionaban. Dado al cultivo de sus subordinados, era también un hombre lejano y con tendencia a eliminar a cualquiera que pudiese hacerle sombra, que no toleraba a aquellos dotados de gran inteligencia o personalidad.

### Acciones del régimen
El programa de limpieza étnica de Ante Pavelić fue planificado por Eugen Dido Kvaternik y organizado por el ministro del Interior Andrija Artuković, mientras que Vjekoslav Luburić se encargó de la ejecución. La dictadura de Pavelić persiguió a judíos, serbios, gitanos y a la oposición croata (sobre todo a la comunista). Después de haber promulgado leyes antisemitas, abrió al menos 25 campos de concentración y de exterminio como el campo de exterminio de Jasenovac, donde fueron asesinadas alrededor de 600 000 serbios de confesión cristiana ortodoxa que no quisieron convertirse al catolicismo, judíos y gitanos. Fueron asesinados también cientos de sacerdotes serbios, así como fueron destruidas la mayoría de las iglesias ortodoxas en territorio croata. Mientras que las medidas contra judíos y gitanos fueron fomentadas por los alemanes, estos no respaldaron los ataques contra la minoría serbia ortodoxa, que favorecían el crecimiento de las fuerzas partisanas. La mayor parte de las atrocidades del régimen las cometieron los antiguos exiliados junto a Pavelić, a menudo de origen humilde, de regiones pobres y de población mezclada con otras comunidades, que habían regresado al país llenos de odio y sedientos de venganza. Las tropelías de los ustacha superaron en brutalidad incluso a las de los nazis: el comisario nazi en Croacia, Herman Neubacher, definió las bestialidades ustachas como "el crimen más feroz de la historia, que solo se puede comparar con el infierno de Dante".
En contraposición al marcado antisemitismo del régimen, no se desarrolló una actitud hostil hacia los musulmanes, a los que trató de ganarse para su causa y a los que consideró parte de la nación croata. Pavelić siempre se dirigía a sus tropas calificándolas como católicas y musulmanas y recordaba a menudo sus primeros años de escuela, donde todos sus compañeros eran musulmanes.
El Ejército del Estado Independiente de Croacia combatió, junto a las fuerzas del Eje, a la resistencia de Tito (partisanos comunistas) y a los chetniks (nacionalistas serbios).[cita requerida]
Las relaciones entre Pavelić y la Iglesia católica fluctuaron: satisfecha esta al comienzo por la proclamación de la independencia, pronto censuró las atrocidades del régimen. Fueron numerosos los roces entre Pavelić y el arzobispo de Zagreb, Aloysius Stepinac. Las relaciones con el Vaticano fueron muy tensas, aunque nunca llegaron a romperse. El historiador Deschner sostiene, en cambio, que el apoyo de la Iglesia católica al régimen de Pavelić nunca decayó. Según este autor probarían este apoyo, entre otras cosas: el silencio del papa ante los crímenes del régimen, que no fue tal en cuanto subió Tito al poder; las bendiciones papales a Pavelić, incluso a su muerte; el trato cordial o incluso preferente de la curia y del propio papa hacia los altos cargos ustacha; el visible apoyo al régimen de parte del episcopado croata, con obispos y clérigos que escaparon del país junto con Pavelić; y la participación directa de muchos clérigos, especialmente franciscanos, en las matanzas de serbios.
La desilusión con Pavelić y su régimen apareció pronto. El primer gran desprestigio del movimiento fue la publicación del acuerdo de Roma del 18 de mayo de 1941 por el que Pavelić cedía a Italia casi toda Dalmacia, gran parte del Primorje y una sección de Gorski-Kotar, regiones todas ellas con una abrumadora población croata y una insignificante población italiana. Las persecuciones de las minorías tampoco fueron vistas con buenos ojos por la mayoría de la población, que consideraba les ponía en riesgo de represalias.
Otro motivo para el desprestigio del régimen de Pavelić fue la mala situación económica del nuevo país. Este debía pagar los costes de las tropas alemanas estacionadas en su territorio y parte del de las italianas; además Italia le había privado de la mayor parte de su costa y de su industria de astilleros, Hungría de sus regiones agrícolas más desarrolladas, mientras que pronto los partisanos pasaron a controlar el campo, los recursos forestales y las comunicaciones. La población urbana, principal grupo aún bajo control del régimen, se veía oprimida por las necesidades económicas de este, mientras muchos pasaban verdaderas penurias y hambruna.
En el verano de 1944, ante el empeoramiento creciente de la situación, dos de los ministros de Pavelić se confabularon para retirarle del poder y establecer contactos con los Aliados y evitar la caída del país en manos de los partisanos comunistas. Con el respaldo alemán y de los ustacha más radicales, Pavelić sofocó la intentona y ejecutó a los cabecillas. Su régimen permaneció fiel a los alemanes hasta su derrota final.
En ocasiones, soldados italianos incluso intervinieron para salvar a una parte de la población serbia de la ciudad de Knin de la aniquilación completa. En 1945, los ustachas fueron derrotados por el Ejército Rojo, lo que supuso el fin del terror ustacha. Tras la derrota de Alemania en la guerra, en mayo de 1945, un ejército compuesto por 150 000 soldados croatas al mando de fuerzas alemanas intentó vanamente ofrecer la última resistencia en Croacia al ejército yugoslavo. Después de su capitulación, Pavelić abandonó Croacia, refugiándose temporalmente en Austria e Italia. La mayoría de sus seguidores fueron muertos en combate o ejecutados tras la derrota.

## Posguerra

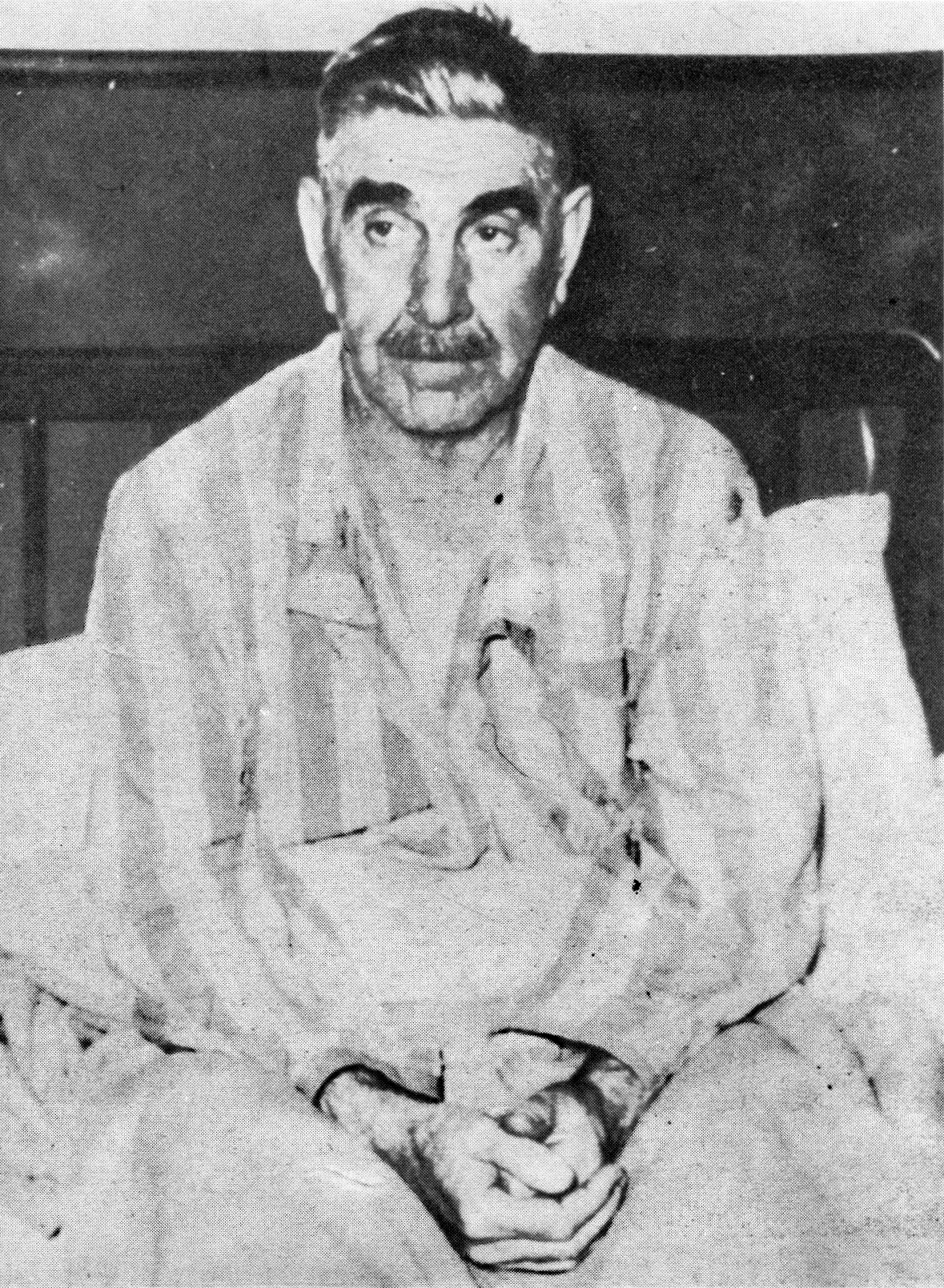
Pavelić en Argentina, tras el atentado contra su vida en 1957.

El 6 de mayo de 1945, huyó de Zagreb a Austria, donde permaneció algunos meses antes de huir a Roma, donde la Iglesia católica lo ocultó a pesar de su condición de criminal de guerra (como se prueba en documentos desclasificados de la inteligencia de los Estados Unidos). Detenido brevemente por los británicos en Austria, fue liberado. El centro de ayuda a los exiliados ustachas en Italia fue el Colegio de San Girolamo degli Illirici, dirigido por croatas.
Llegó a la capital italiana en 1946, disfrazado de monje y con pasaporte español. Durante ese año y el siguiente residió en el Colegio de San Girolamo y en otros lugares de la ciudad. Los servicios secretos estadounidenses sabían que residía en Roma pero no estaban interesados en la detención de ningún anticomunista de zonas del este de Europa, debido a la creciente tensión con el bloque soviético. Tras sopesar su arresto, la posible pérdida de las simpatías de los emigrados ustachas hizo que las autoridades militares desistiesen de arrestarlo. Seis meses más adelante, en noviembre de 1948, huyó a la Argentina, en el vapor italiano Sestriere. Mantuvo durante la guerra una extensa relación epistolar con el Arzobispo de Buenos Aires Monseñor De Andrea, logrando con ayuda del Vaticano conseguir documentos falsos con pasaporte de identidad emitido por la Cruz Roja tomando la identidad de un siciliano judío que huía de Italia, con ayuda de De Andrea logró entrar al país bajo una falsa identidad que permitió eludir los controles migratorios.
En abril de 1957 el Gobierno del mariscal Josip Broz Tito atentó contra su vida en dos oportunidades, por medio de los servicios secretos yugoslavos, sobreviviendo con heridas a ambos intentos. La autoría del atentado es discutida, sobre todo por su hija que mantiene que fue planeada por compatriotas para arrebatarle el control del exilio croata. Pavelić huye de Argentina para evitar la detención y la extradición encontró refugio en España, siendo acogido por el franquismo que bajo la dictadura de Francisco Franco albergaba entonces a otros muchos exiliados fascistas y nazis de diferentes países. Murió por complicaciones derivadas de las heridas sufridas en el atentado, en el ostracismo, en un hospital alemán en Madrid el 28 de diciembre de 1959. Está enterrado en el cementerio madrileño de San Isidro.